# د وایکینگ ریدرز
وایکینگ رایدرز نام یک تگ تیم در کشتی حرفه‌ای که از اریک و آیوار تشکیل شده‌است. آنها در حال حاضر برای دبلیودبلیوئی و در برند راو فعالیت می‌کنند. اریک و ایوار قبلاً با عنوان ماشین جنگ، و به ترتیب با نامهای ریموند رو و هانسون شناخته می‌شدند.
همچنین در خارج از رینگ آف هانر، آنها برای تبلیغات متعدد مستقل در انگلستان و ایالات متحده کار کرده‌اند. از جمله کشتی قهرمانی دیوانه (ICW) , Revolution Pro Wrestling (RPW)، کشتی پیشرفت (پیشرفت) و چریک حرفه ای کشتی (PWG). War Machine همچنین در ژاپن برای Pro Wrestling Noah (نوح) رقابت کرده‌است. آنها در سال ۲۰۱۸ به عنوان War Raiders با WWE قرارداد بستند و شروع به اجرا در مارک NXT کردند که در آنجا یک بار قهرمان تگ تیم ان‌اکس‌تی شد. در آوریل ۲۰۱۹، آنها با نام The Viking Raiders تحت عنوان اریک (رو) و آیوار (هانسون) به نام راو اعزام شدند و در اکتبر همان سال قهرمان تگ تیم راو شدند.

## مسابقات قهرمانی و موفقیت‌ها
- کشتی سیتی برو
  - قهرمانی تیم برچسب BCW (1 بار)
- جدید ژاپن طرفدار کشتی

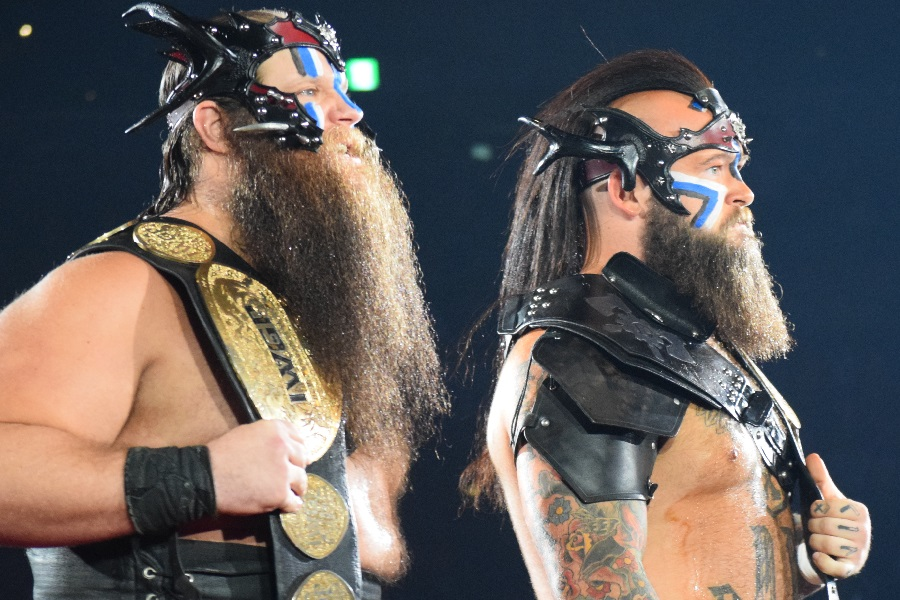
War Machine به عنوان قهرمانان تیم برچسب IWGP

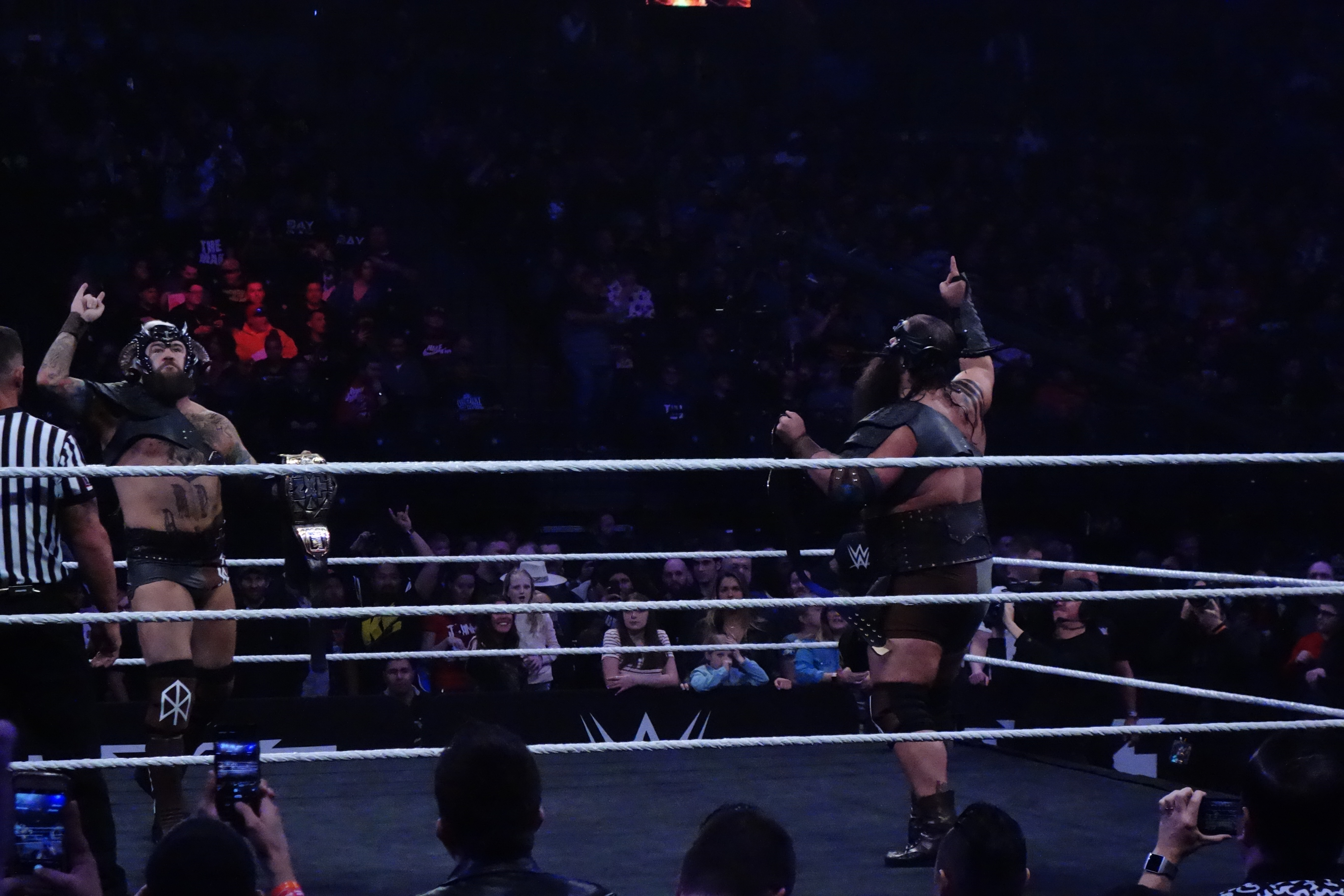
War Machine به عنوان قهرمانان تیم برچسب NXT

  - مسابقات قهرمانی تیم برچسب IWGP (2 بار)[۴][۵]
- Pro Wrestling Illustrated
  - PWI هانسون را در لیست ۱۰۸ از ۵۰۰ بهترین کشتی‌گیر انفرادی در PWI 500 در سال ۲۰۱۶ قرار داد[۶]
  - PWI رتبه ۹۷ را در میان ۵۰۰ کشتی‌گیر برتر انفرادی در PWI 500 در سال ۲۰۱۶ در رتبه ۹۷ قرار داد[۶]
- حلقه افتخار
  - مسابقات قهرمانی تیم ملی برچسب ROH (1 بار)[۷]
- کشتی VIP
  - مسابقات قهرمانی تگ VIP (1 بار)[۸]
- What Culture Pro Wrestling
  - مسابقات قهرمانی تیم برچسب WCPW (1 بار)[۹]
- WWE
  - مسابقات قهرمانی تگ NXT (1 بار)[۱۰]
  - مسابقات قهرمانی تیم WWE Raw Tag (1 بار)[۱۱]
  - قهرمانی WWE 24/7 (1 بار) - اریک